# Conflicte amb els mamelucs (1400)
El conflicte de Tamerlà amb els mamelucs fou un enfrontament no armat que es va desenvolupar el 1400 i va culminar el 1403 quan els mamelucs van reconèixer formalment la sobirania de Tamerlà
En temps del sultà Barquq, un doctor religiós de Sawa a l'Iraq Ajamita fou enviat per Timur a Egipte com ambaixador. Es va aturar a Rahba, a la frontera, i va arribar l'ordre del sultà de matar-lo. Ja anteriorment l'amir Atilmish, governador timúrida d'Awnik, havia estat fet presoner en un combat contra Kara Yusuf dels kara koyunlu, i enviat al Caire on era retingut presoner.
El 1400, Tamerlà va enviar uns ambaixados amb una carta al sultà, que ara era Fàraj, el fill de Barquq, recriminant l'assassinat del ambaixador i l'empresonament de l'amir Atilmish per part del seu pare, i exigia l'alliberament de l'amir o en cas contrari els seus exèrcits assolarien Egipte i Síria en una cruel matança, cremant i saquejant les propietats; i si ignorava l'advertència seria responsable de la sang dels musulmans que morissin. L'ambaixadors que portava el missatge es va aturar a Alep on va quedar confinat a l'espera de comunicar la seva arribada al sultà; el jove Fàraj i els seus assessors van optar per ignorar el avis i es va ordenar la detenció de l'ambaixador. Sudun, virrei de Damasc, el va detenir i segons Yazdi el va empresonar.
Això va desfermar la irritació de Tamerlà que va decidir aprofitar la inacció de Baiazet I després d'haver perdut Sivas i les possessions de la zona de l'Eufrates (Malatya, Behesni i Kiakhta), per penetrar cap a Síria.